# Betula tianschanica
Betula tianschanica är en björkväxtart som beskrevs av Franz Josef Ivanovich Ruprecht. Betula tianschanica ingår i släktet björkar och familjen björkväxter. IUCN kategoriserar arten globalt som starkt hotad. Inga underarter finns listade.
Arten förekommer i Kina i provinsen Xinjiang samt i Kazakstan, Uzbekistan, Kirgizistan, Tadzjikistan och Mongoliet. Den växer i bergstrakter mellan 1300 och 2500 meter över havet. Betula tianschanica ingår i lövskogar och den hittas på ängar. Arten växer även vid skogskanter där Picea schrenkiana dominerar. Exemplaren kan bli 12 meter höga.
Beståndet hotas av betande djur och av personer som plockar ved samt av bränder. Hela populationen minskar. IUCN listar arten med kunskapsbrist (DD).